# Історичні зошити
«Історичні зошити», пол. «Zeszyty Historyczne» — квартальник (до 1973 року — піврічник), видавався на еміграції в 1962—2010 роках Літературним інститутом у Парижі (з 2003 за редакцією Варшавської асоціації догляду за архівами Літературного інституту в Парижі). Він публікував документи, доповіді, спогади, мемуари та дослідження, присвячені новітній історії Польщі. Через те, що він був виданий у вигнанні, а отже — без цензури, журнал був безкоштовним форумом для обговорення та наукової презентації. Форум збирав багатьох видатних емігрантів-науковців та публіцистів (зокрема, Петра Вандича, Юзефа Гарлінського, Збігнева С. Семашко, Тадеуша Вирву) та національних (включаючи Гжегожа Мазура, Анджея Фризьке, Анджея Пачковського, Олександру Зюлковську-Бем).
В часи Польської Народної Республіки деякі національні автори публікували свої тексти в «Історичних зошитах» під псевдонімами. Після 1980 року журнал був перевиданий у країні, серед інших, Краківським видавничим товариством (до 1989 року поза межами цензури). У середині 90-х років видавництво «Помость» випустило перевидання першої сотні номерів.
Майже 40 років редактором був Єжи Ґедройць, після його смерті у 2000 році - Зофія Герц (з вересня 2000 по червень 2003), а з червня 2003 по 2009 редагував Яцек Кравчик.
У 2009 році, визнаючи його внесок у захист польської національної спадщини за межами країни, президент Інституту національної пам’яті нагородив редакцію квартальника «Історичні зошити» нагородою «Зберігач національної пам’яті».
У червні 2010 року вийшов останній номер "Історичні зошити".